# Rejon Ordubad
Rejon Ordubad (azer. Ordubad rayonu) – rejon w Azerbejdżanie, w Nachiczewańskiej Republice Autonomicznej.
Rejon od północnego wschodu i wschodu graniczy z Armenią, od południa z Iranem, od zachodu i północnego zachodu z rejonem Culfa.